# Air Ceylon
Air Ceylon war eine international tätige sri-lankische Linienfluggesellschaft mit Sitz in Colombo. Das im Jahr 1947 gegründete Staatsunternehmen stellte den Langstreckenverkehr nach Europa am 31. März 1978 aus wirtschaftlichen Gründen ein und beendete am 31. August 1979 auch seinen regionalen Flugbetrieb.

## Geschichte

### 1940er-Jahre
Air Ceylon wurde im Sommer 1947 von der Regierung des britischen Dominion Ceylon in Colombo gegründet und war anfangs auf dem südlich der Hauptstadt gelegenen Ratmalana Airport beheimatet. Die Betriebsaufnahme erfolgte im selben Jahr mit zwei Douglas DC-3, die auf vier wöchentlichen Linienflügen von Colombo über Jaffna und Trichinopoly nach Madras (Indien) zum Einsatz kamen. Streckenrechte zwischen Colombo und Karatschi (Pakistan) erhielt Air Ceylon im Frühjahr 1948. Das Unternehmen ging Anfang 1949 eine zehnjährige Kooperation mit Australian National Airways ein, die daraufhin 49 Prozent der Gesellschaftsanteile erwarb und logistische sowie technische Unterstützung beim Aufbau des weiteren Streckennetzes leistete. Ab Sommer 1949 leaste Air Ceylon zwei Douglas C-54 (DC-4) von der australischen Partnergesellschaft, mit denen sie eine wöchentliche Verbindung zwischen Colombo und London eröffnete. Die über 39 Stunden langen Flüge wurden mit Zwischenstopps in Bombay, Karatschi, Kairo sowie Rom absolviert und von australischen Besatzungen durchgeführt.

### 1950er-Jahre
In Zusammenarbeit mit Australian National Airways konnte die Gesellschaft ihre London-Route ab dem 20. Januar 1950 über Singapur und Darwin bis nach Sydney verlängern. Die Liniendienste zwischen Ceylon und Großbritannien wurden in Konkurrenz zu Trans World Airlines (TWA) und British Overseas Airways Corporation (BOAC) durchgeführt, wodurch sie unrentabel waren. Nachdem BOAC am 11. August 1952 werksneue Düsenflugzeuge des Typs De Havilland DH.106 Comet zwischen London und Colombo in Dienst gestellt und Air Ceylon in den ersten sechs Monaten des Geschäftsjahres 1953 einen Verlust von 77.000 £ erwirtschaftet hatte, wurden alle Langstreckenverbindungen im September 1953 aufgegeben. Zeitgleich beendete das Unternehmen seine Zusammenarbeit mit Australian National Airways und gab beide Douglas C-54 an diese zurück. Anschließend bediente Air Ceylon mit ihren zwei verbliebenen Douglas DC-3 international nur noch die Route nach Madras. Das Streckennetz war damit wieder auf den ursprünglichen Zustand des Jahres 1947 geschrumpft.
Die niederländische KLM erwarb im Jahr 1955 die 49-prozentige Beteiligung, welche Australian National Airways an der Gesellschaft hielt. Mit einer von KLM gemieteten Lockheed L-749A Constellation nahm Air Ceylon am 21. Februar 1956 erneut wöchentliche Linienflüge nach Europa auf, wobei die Route mit Zwischenstopps in Bombay, Bahrein und London bis nach Amsterdam führte. Die Maschine wurde im November 1958 durch eine geleaste Lockheed L-1049G Super Constellation ersetzt, mit der zudem auch wieder Liniendienste nach Singapur erfolgten. Ende der 1950er-Jahre bemühte sich Air Ceylon um Streckenrechte nach Djakarta (Indonesien), Hongkong (damals britische Kolonie) und Kanton (Volksrepublik China), erhielt aber von den dortigen Behörden keine Genehmigungen, weil die Linienflüge von niederländischen Besatzungen durchgeführt werden sollten. Ein weiterer Grund für die Ablehnung war die hohe KLM-Beteiligung am Unternehmen. Auf Druck der nationalen Pilotengewerkschaft erwarb die Regierung Ceylons im März 1959 weitere 25 Prozent der Gesellschaftsanteile, wodurch sich die staatliche Beteiligung auf 76 Prozent erhöhte.

### 1960er-Jahre
Als Ersatz für die Lockheed L-1049G setzte Air Ceylon ab November 1960 eine von KLM gemietete Lockheed L-188 Electra auf ihren Langstrecken ein. Um konkurrenzfähig zu bleiben, plante das Unternehmen im Jahr 1961 die Einführung von Strahlflugzeugen auf der europäischen Route. Die von KLM angebotenen Douglas DC-8 kamen nicht zum Einsatz, weil sich die Maschinen von der rund 1800 Meter langen Startbahn des Flughafens Ratmalana nur mit reduzierter Nutzlast und somit nicht wirtschaftlich betreiben ließen. Am 1. November 1961 wurde die geleaste Lockheed L-188 an KLM zurückgegeben und alle Langstreckendienste vorübergehend eingestellt. Das Unternehmen beendete gleichzeitig die Zusammenarbeit mit der niederländischen Gesellschaft. KLM verkaufte daraufhin ihre restlichen Gesellschaftsanteile an die Regierung Ceylons, wodurch Air Ceylon zu einem reinen Staatsunternehmen wurde.
Die Gesellschaft nahm im April 1962 mit einer von BOAC gemieteten De Havilland Comet 4 erneut Linienflüge über Karatschi und Rom nach London sowie über Kuala Lumpur nach Singapur auf. Für die Route nach Madras erwarb Air Ceylon im Jahr 1964 eine werksneue Turboprop-Maschine des Typs Hawker Siddeley HS 748, mit der ab Anfang 1965 auch Bombay angeflogen wurde. Die verbliebenen Douglas DC-3 kamen anschließend nur noch im nationalen Linienverkehr sowie auf Charterflügen zum Einsatz. Als Ersatz für die Comet 4 mietete das Unternehmen im November 1965 erstmals für sechs Monate eine Vickers VC10 von BOAC, die ebenso wie das zuvor im Wet-Lease genutzte Düsenflugzeug nur den Schriftzug der Air Ceylon trug. Eine Nord 262 ergänzte im März 1967 die Flotte. Das Unternehmen verlegte im selben Jahr seine operative Basis vom Ratmalana Airport auf den neu eröffneten Katunayake International Airport. Zu dieser Zeit beendete die Gesellschaft die eigenen Flüge nach Europa und ging auf der London-Route eine Zusammenarbeit mit BOAC ein, wobei sie freie Kapazitäten an Bord deren Maschinen nutzte. Mitte Juli 1969 übernahm Air Ceylon ihr erstes eigenes Strahlflugzeug, eine Hawker Siddeley Trident, die auf den Strecken nach Bangkok, Bombay, Karatschi, Kuala Lumpur, Madras sowie Singapur betrieben wurde und die Nord 262 ersetzte.

### 1970er-Jahre
Die Unternehmensleitung entschied sich im Jahr 1971 dazu, die Zusammenarbeit mit BOAC nicht zu verlängern und stattdessen erneut Liniendienste nach Europa und Australien mit eigenen Flugzeugen durchzuführen. Hierzu erwarb Air Ceylon im Herbst 1971 eine Douglas DC-8-53 von der französischen Union de Transports Aériens (UTA) auf Ratenkaufbasis und vereinbarte eine dreijährige Kooperation mit dieser Fluggesellschaft. UTA leistete ab dem 1. April 1972 technische Unterstützung und stellte die Besatzungen für die Wiederaufnahme des Langstreckenbetriebs zur Verfügung. Die Route nach London wurde ab dem 6. April zweimal wöchentlich mit Zwischenstopps in Karatschi, Rom und Paris beflogen, die Flüge nach Sydney ab dem 12. April 1972 einmal wöchentlich mit Zwischenstopp in Singapur absolviert. Daneben kam die Maschine auf einer neuen wöchentlichen Verbindung von Colombo über Kuala Lumpur und Singapur nach Djakarta (Indonesien) zum Einsatz. Die Strecke nach Australien wurde mangels Auslastung kurz darauf wieder aufgegeben. Mit der Hawker Siddeley HS 748 richtete Air Ceylon in den frühen 1970er-Jahren einen neuen täglichen Liniendienst nach Malé (Malediven) ein. Eine zweite Maschine dieses Typs wurde im August 1975 erworben, um die Douglas DC-3 auf den nationalen Routen abzulösen.
Der geplante Kauf einer Douglas DC-8-63 wurde im Sommer 1973 aus finanziellen Gründen verworfen. Stattdessen mietete die Gesellschaft als zweites Langstreckenflugzeug von Januar bis Juni 1974 eine Douglas DC-8-32 von der belgischen Pomair (Kennzeichen: OO-TCP), von August 1974 bis September 1974 eine Convair CV-990 von Swissair (HB-ICH), anschließend eine zweite Douglas DC-8-53 von UTA (F-BJLB) sowie im Jahr 1976 eine ausgemusterte Boeing 720 der United Airlines (N64696). Diese im Wetlease betriebenen Flugzeuge trugen nur den Schriftzug der Air Ceylon auf dem Rumpf.
Die Zusammenarbeit mit UTA endete im September 1976. Das Unternehmen plante, künftig gemeinsam mit Air Siam zwei Großraumflugzeuge des Typs Lockheed L-1011 auf den europäischen Routen zu betreiben, was aber durch den Konkurs der thailändischen Gesellschaft im Februar 1977 verhindert wurde. Air Ceylon setzte daraufhin ab März 1977 neben ihrer Douglas DC-8-53 eine gemietete Boeing 720B der britischen Templewood Aviation sowie ab Juli 1977 zusätzlich eine von Air Canada geleaste Douglas DC-8-43 in eigener Bemalung und mit sri-lankischen Kennzeichen auf den Langstrecken ein. Zwei von Gulf Air gemietete Vickers VC10 ersetzten im Dezember 1977 die geleaste Boeing 720B.
Die sri-lankische Regierung entschied sich im Jahr 1977 wegen der desolaten Finanzlage des Staatsunternehmens und der hohen Verluste im operativen Geschäft für einen Neuanfang. Hierzu wurden im Januar 1978 die zwei Nachfolgegesellschaften Sri Lanka Airways und Sri Lanka International Airways gegründet, die den Flugbetrieb ab dem 1. April 1978 fortsetzen sollten, diesen aber nie aufnahmen. Am 31. März 1978 stellte Air Ceylon sämtliche Langstreckenflüge ein. Die Douglas DC-8-53 wurde im Anschluss verkauft, die zwei Vickers VC10 und die Douglas DC-8-43 an die Leasinggeber zurückgegeben. Mit den verbliebenen zwei Hawker Siddeley HS 748 und der Hawker Siddeley Trident führte Air Ceylon anschließend weiterhin nationale Liniendienste sowie internationale Flüge nach Bangkok, Kuala Lumpur, Madras, Male und Singapur durch. Die endgültige Betriebseinstellung erfolgte am 31. August 1979. Nur einen Tag später nahm die am 10. Januar 1979 gegründete Nachfolgegesellschaft Air Lanka ihren Flugbetrieb auf. Die letzte Hawker Siddeley HS 748 der Air Ceylon wurde von der sri-lankischen Luftwaffe übernommen, die Hawker Siddeley Trident dauerhaft in Colombo eingelagert und von Air Lanka als Kabinensimulator zur Ausbildung von Flugbegleitern genutzt.

## Flotte

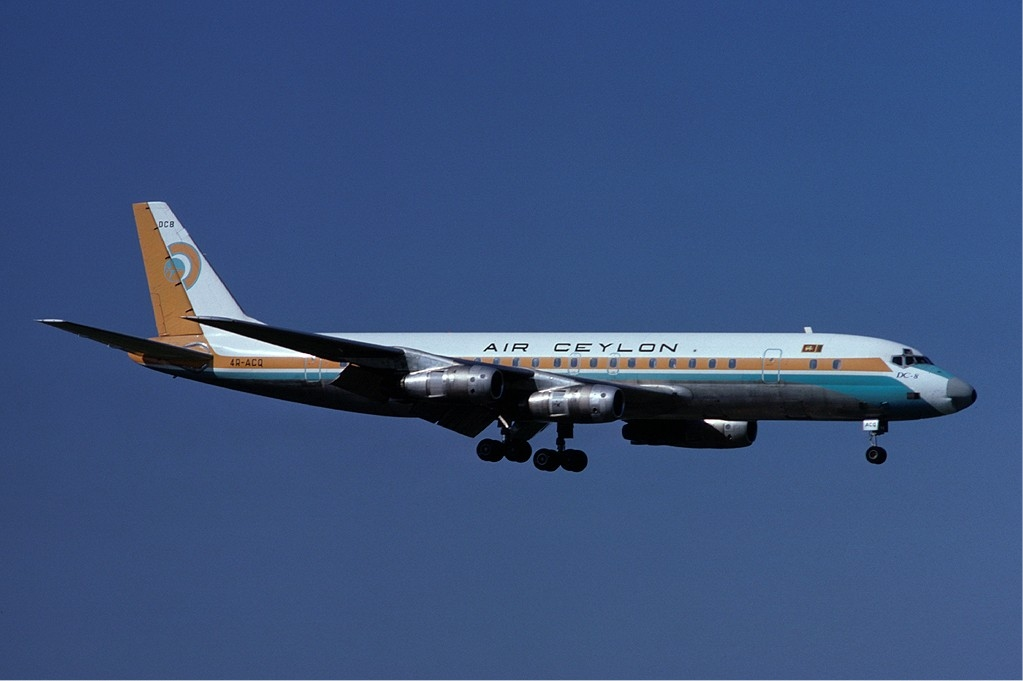
Eine Douglas DC-8 der Air Ceylon im Juni 1977 vor der Landung auf dem Flughafen Zürich-Kloten.

### Flotte bei Betriebseinstellung
Im Frühjahr 1979 bestand die Flotte aus einer Hawker Siddeley HS 748 und einer Hawker Siddeley Trident.

### Zuvor eingesetzte Flugzeuge
Air Ceylon betrieb im Lauf ihrer Geschichte folgende Flugzeugtypen:
- Boeing 720 und 720B (geleast von 1976 bis 1977)
- Convair CV-990 (1974 geleast von Swissair)
- De Havilland Comet 4 (1962 bis 1965 geleast von BOAC)
- Douglas DC-3 (betrieben von 1947 bis 1976)
- Douglas DC-4 (1949 bis 1953 geleast von Australian National Airways)
- Douglas DC-8-32, DC-8-43, DC-8-53 (betrieben von 1972 bis 1978)
- Hawker Siddeley HS 748 (betrieben von 1964 bis 1979)
- Hawker Siddeley Trident 1E (betrieben von 1969 bis 1979)
- Lockheed L-188 (1960 bis 1961 geleast von KLM)
- Lockheed L-749 (1956 bis 1958 geleast von KLM)
- Lockheed L-1049G (1958 bis 1960 geleast von KLM)
- Nord 262 (betrieben von 1967 bis 1969)
- Sud Aviation Caravelle 10R (kurzzeitig geleast von SATA)
- Vickers VC10-1101 und VC10-1151 (1965 bis 1971 geleast von BOAC sowie 1977 bis 1978 geleast von Gulf Air)

## Zwischenfälle
- Am 21. Dezember 1949 verunglückte eine Douglas DC-3/C-47A (Luftfahrzeugkennzeichen: VP-CAT) mit 24 Personen an Bord bei der Landung auf dem Flughafen Tiruchirapalli (Indien). Drei Besatzungsmitglieder und ein Passagier wurden verletzt, das Flugzeug als Totalverlust abgeschrieben.[42]

- Am 7. September 1978 explodierte ein Sprengsatz an Bord einer Hawker-Siddeley HS 748 Srs.2 (4R-ACJ) vor dem Abflug vom Flughafen Colombo-Ratmalana. Die Maschine sollte ohne Passagiere zum Flughafen Colombo-Katunayake überführt werden. Die beiden Piloten, die sich als einzige Insassen im Flugzeug befanden, überlebten den Anschlag. Das Flugzeug wurde irreparabel beschädigt.[43]